# Allium ravenii
Allium ravenii — вид трав'янистих рослин родини амарилісові (Amaryllidaceae), ендемік Казахстану. Вид названий на честь професора доктора Петера Равена (лат. Peter Raven).

## Опис
Цибулини круглої форми, ≈ 1 см завширшки. Зовнішні оболонки червонувато-коричнево-чорнуваті. Цибулинки відсутні. Стеблина 1, 5–10 см завдовжки. Листків 3–7, довше, ніж стеблина. Суцвіття напівкулясті, малоквіткові. Оцвітина широко дзвінчаста, білувата з темно-фіолетовою серединною жилкою. Листочки оцвітини тупі, довжиною 4–5 мм, гладкі. Пиляки фіолетові. Коробочка гладка, шириною 4 мм.

## Поширення
Ендемік Казахстану.